# Amblema
Amblema é um género de bivalve da família Unionidae.
Este género contém as seguintes espécies:
- †Amblema baueri (Stanton, 1916)
- †Amblema cretacollis (Maury, 1902)
- Amblema elliottii (I. Lea, 1857)
- †Amblema goniambonatus (C. A. White, 1878)
- †Amblema gonionotus (C. A. White, 1876)
- †Amblema nebrascensis (Meek, 1871)
- Amblema neislerii (I. Lea, 1858)
- Amblema plicata (Say, 1817)
- †Amblema reesidei (Stanton, 1916)
- †Amblema trigoniaformis (Maury, 1902)